# Boli (tricicle)
Boli fou una marca valenciana de tricicles motoritzats, fabricats entre 1949 i 1959 a Xàtiva i Algemesí per José Bolinches, emprenedor empresari que fabricà més tard escúters i fins i tot microcotxes sota la marca Cimera.
Bolinches creà el seu primer vehicle el 1949: una motocicleta elèctrica molt senzilla i de roda baixa que va denominar Electro Boli. Amb un quadre similar al d'una bicicleta i una esquemàtica suspensió anterior va dissenyar i portar a la fase de prototipus alguns velomotors de marca Boli, propulsats per motorets construïts a l'empresa valenciana Inesmo.
El 1952 tragué al mercat el tricicle Boli, proveït d'una àmplia caixa de fusta i tàblex a la part anterior. El Boli era una espècie de motocarro a l'inrevés, ja que la càrrega anava davant i la part del darrere s'assemblava a la d'un escúter. La seva palanca del canvi al volant tipus banjo i els seus tres pedals a terra el convertien en un vehicle manejable i còmode per al seu conductor. Encara amb la marca Boli i a començaments de la dècada de 1950, Bolinches va dissenyar per a la seva dona una mena d'escúter de formes curioses i canvi automàtic. Pintat de blau fosc i gris perla, destacava pels seus nombrosos cromats.

## Microcotxes
Quan Bolinches ja havia creat la seva marca Cimera, encara dissenyà un parell de microcotxes amb marca Boli, equipats amb motor Derbi de 250 cc. Eren dos tipus de vehicle diferents (un microcotxe i una microfurgoneta) i es varen arribar a matricular el 1954, tot i que no varen passar de l'estat de prototipus (el projecte no va prosperar pels problemes administratius típics del règim franquista).
El primer model, més desenvolupat i de tipus Turisme, era un autèntic 4 portes, apte per a quatre places i el seu corresponent equipatge o bé, suprimint el seient posterior, dues places i 250 quilos de càrrega. El segon model era de tipus més comercial amb una roda anterior i dues al darrere (a l'inrevés que el Turisme), amb caixa de càrrega posterior i cabina metàl·lica anterior, dos còmodes seients i volant tipus automòbil. Inicialment també es va projectar com a furgoneta tancada, però el prototipus que es va matricular tenia la cabina separada de la seva caixa descoberta.